# Aeroportul Vredendal
Aeroportul Vredendal (IATA: VRE, ICAO: FAVR) este un aeroport din Provincia Western Cape, Africa de Sud.
Situat la o altitudine de 100 m, aeroportul dispune de o singură pistă.